# Vogue Australia
Vogue Australia est l'édition australienne du magazine de mode américain Vogue.
Elle a été lancée sous ce titre en 1959, inchangé depuis.

## Rédactrices en chef
Au milieu des années 1980, la rédactrice en chef est June McCallum remplacée au tournant de la décennie par Nancy Pilcher. La Britannique Marion Hume lui succède avant d'être elle-même remplacée par sa compatriote Juliet Ashworth fin 1998. Kirstie Clements occupe le poste de mi-1999 à mai 2012. Elle est remplacée par Edwina McCann, rédactrice en chef de l'édition locale du concurrent Harper's Bazaar. Comme dans certains autres pays, le magazine est publié en Australie sous licence et non par Condé Nast.